# Isolotto
L'Isolotto o Isolotto Es una isla italiana del mar Tirreno, frente a la costa sureste del Monte Argentario, al sur del promontorio de la fortaleza de Porto Ercole. Es la más grande de las islas del promontorio argentarino. 
El islote posee costas rocosas y se caracteriza por la presencia de vegetación baja, principalmente de matorrales, ofreciendo la posibilidad de anidación para gaviotas y otras especies de aves. 
La isla es accesible sólo a través de embarcaciones privadas, siendo una característica de la zona que se le reconozca como sitio de buceo.